# Teviot
Le Teviot est une rivière d'Écosse, dans les Scottish Borders et un affluent de la Tweed. 

## Géographie
Elle naît sur les confins du comté de Dumfries and Galloway, coule au nord-est, arrose Teviothead, Hawick et Roxburgh avant de se jeter dans la Tweed près de Kelso, après un cours de 60 kilomètres.
Il a donné son nom à la région du Teviotdale.